# Hans Henrich Maschmann

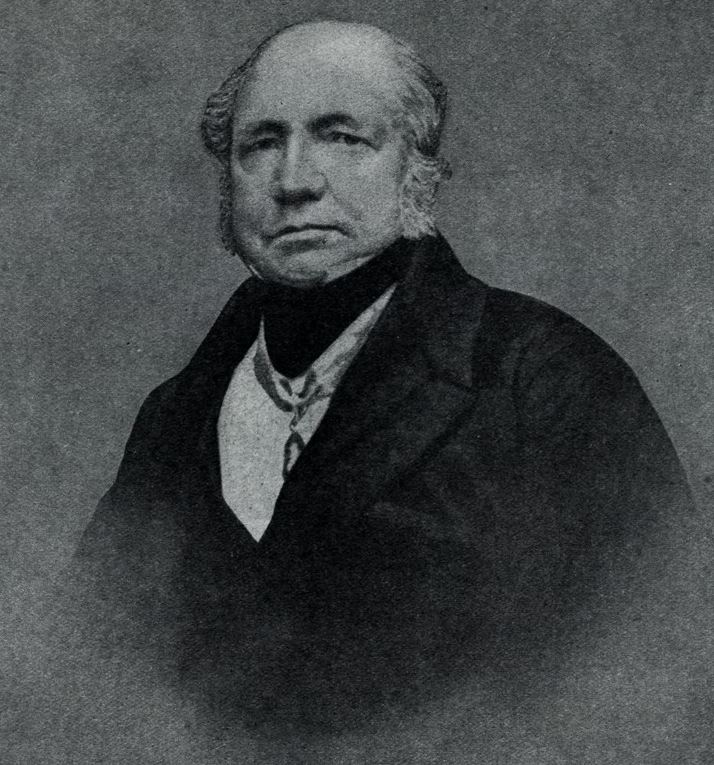
Hans Henrich Maschmann.

Hans Henrich Maschmann, född den 6 maj 1775 i Kristiania, död där den 19 november 1860, var en norsk ekonomisk författare. 
Maschmann övertog 1796 ett apotek i sin hemstad och fick 1808] professors titel.  Som ledamot av åtskilliga kungliga kommittéer för behandlande av frågor rörande medicinal- och apoteksväsendet, som medlem av direktionen för Selskabet for Norges vel samt som författare av åtskilliga kemiska och ekonomiska folkskrifter inlade Maschmann stora förtjenster. Han utgav tillsammans med Christopher Hansteen och Gregers Fougner Lundh tidskriften Magazin for Naturvidenskaberne.